# コンスタンチン・パウストフスキー
コンスタンチン・ゲオルギエヴィチ・パウストフスキー(露: Константи́н Гео́ргиевич Паусто́вский、1892年5月31日（ユリウス暦5月19日) – 1968年7月14日) は、ソビエト連邦の作家。その清冽で高邁な文体は、現代ロシア語第一級の名文とされる。代表作に『生涯の物語』など。最晩年の1965年‐1968年には4年連続でノーベル文学賞候補に選ばれている。
モスクワ大学中退。作家となる前は工場労働者、新聞記者(従軍記者)などあらゆる職業を経験する。第二次大戦後はゴーリキー記念文学大学の教員も務めた。

## 経歴

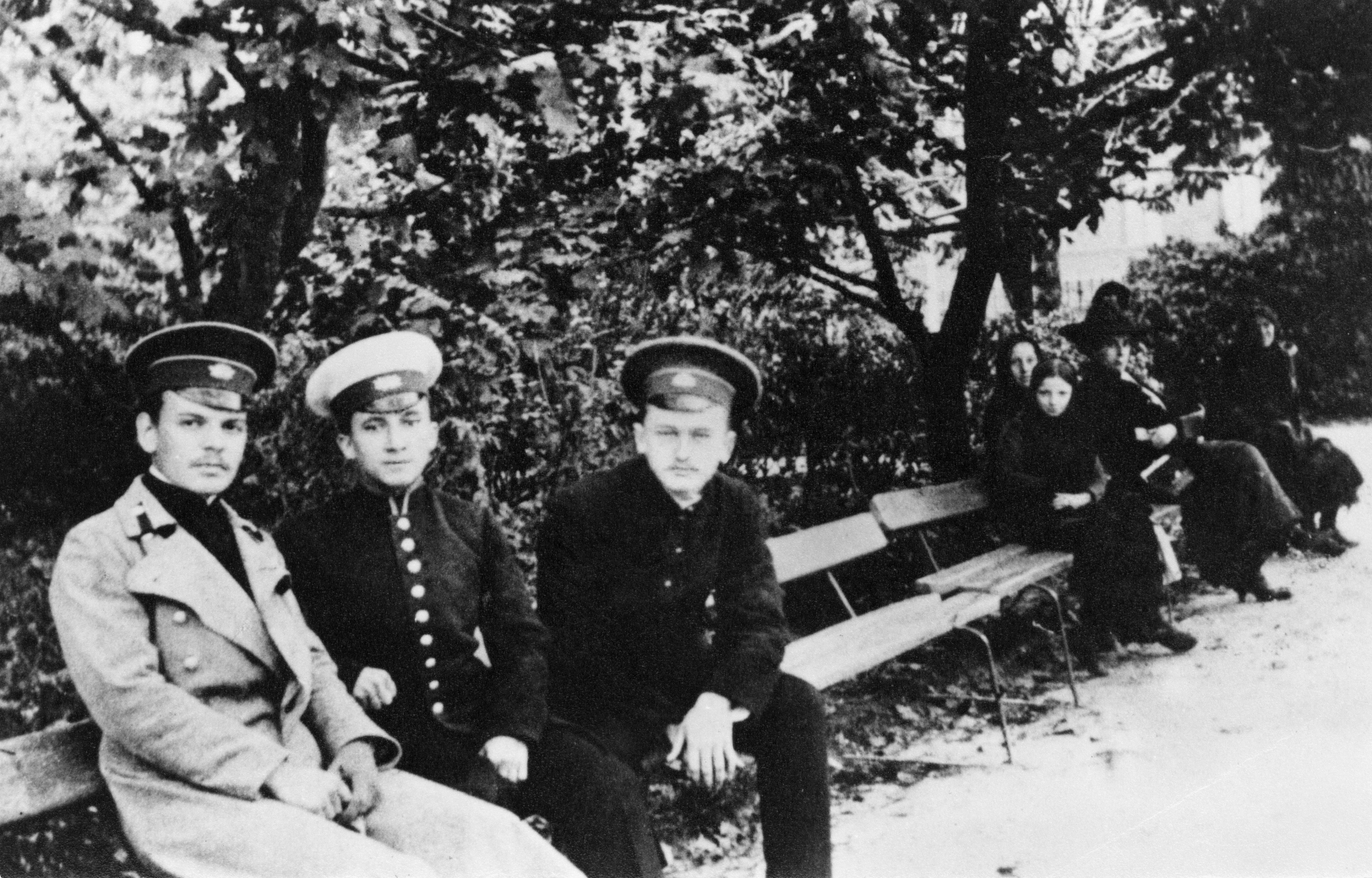
ギムナジウム時代のコンスタンチン(左端)

コンスタンチン・パウストフスキーは帝政ロシアのモスクワで生まれた。父ゲオルギー・マクシーモヴィッチ・パウストフスキーは鉄道の統計技師であった。父方の祖父はザポロージャ・コサックの出のウクライナ人で、父方の祖母はトルコ人、母マリヤ・グリゴーリエヴナ(出生姓ヴィソチャンスカヤ)はチェルカースィのポーランド人家庭の出身であるため、コンスタンチン・パウストフスキーはウクライナ人・ポーランド人・トルコ人の3つの民族的出自を有する。長兄ボリスと次兄ヴァディム(ヴァジーム)、姉ガリーナがいた。
父方の祖父マクシム・グリゴーリエヴィチ・パウストフスキーは、皇帝ニコライ1世に仕えたコサック軍人で、露土戦争の戦役でトルコ人の娘を連れ帰り妻とした。ファチマという名だったが、正教会で受洗させゴノラータという名を授けている。母方の祖母ヴィケンチヤ・イワーノヴナ・ヴィソチャンスカヤはポーランド貴族シュラフタの出身である。母の出自は熱心なカトリック信徒であるが、コンスタンチンの洗礼台帳には「両親共に正教徒」と記されている。がコンスタンチンは後年『生涯の物語』の冒頭で「父は無神論者だった」と回想している。
コンスタンチン誕生後、一家は父の仕事に伴い、モスクワからヴィリニュス、プスコフと居を移し、1898年にはキエフに移り住んだ。ここでコンスタンチンは大学2年までの長い歳月を過ごす。1904年、キエフの名門ギムナジウム・キエフ第一古典中学に入学、同級生だったミハイル・ブルガーコフと知り合う。ギムナジウム第6学年の秋に父が家を出て家計は困窮し、パウストフスキーはブリャンスクの母方のおじ、ニコライ・ヴィソチャンスキー夫妻に預けられ現地のギムナジウムに通ったが、その後再びキエフに復学した。程なく母方の祖母がチェルカースィからキエフに移って来て同居を始める。本人も家庭教師をして働き、無事ギムナジウムを卒業した。1912年の卒業直前に父は他界している。ギムナジウム時代の散文作品『水の上で』На воде(執筆1911年・掲載1912年)、『四人』Четверо(執筆1912年・掲載1913年)がキエフの雑誌に掲載されたが、この2作品は後に『三人』Троеと改題され1958年に再版された。
ギムナジウム卒業後、キエフ大学に入学し、物理数学学部で1年間、その後歴史言語学部で1年間学んだが、1914年初秋、同年夏の第一次大戦勃発を受け、母と次兄・姉の住むモスクワに移り、モスクワ大学法学部に編入した。が、大戦中の労働力不足を支えるべく中退、モスクワの路面電車の車掌として働き、その後病院列車の衛生兵に志願した。所属の衛生隊は1915年にルブリンからニャスヴィシュに移動して最終的にモスクワに帰還したが、パウストフスキー自身は落馬事故で全身を強く打ったため、一足早くモスクワへの復員を許された。この時2人の兄ボリスとヴァジームは既に戦死していた。
モスクワで母・姉との再会を果たしたあと、母と姉は母方のおばの招きでモスクワを去り、チェルノブイリ近郊の小村コーパニ(Копань)に移り住んだ。コンスタンチンは南へ行き、エカテリノスラーフ(現ウクライナ・ドニプロペトローウシク州ドニプロ)やユゾフカ(現ウクライナ・ドネツィク州ドネツィク)の冶金工場に勤め、それからロストフ州タガンログのボイラー工場に勤務した。さらにアゾフ海の漁船で働き、漁夫協同組合に所属した。
1916年晩秋、即ち二月革命の少し前にモスクワに戻り新聞記者として働き始めたが、程なく二月革命・十月革命に直面し、それをつぶさに目撃することになる。ロシア内戦時、パウストフスキーはウクライナに移り、キエフに来た母・姉と再会したが、1918年にヘーチマンであるパウロー・スコロパードシクィイの軍によって徴兵された。復員後はオデッサに2年間住み新聞社に勤めた。オデッサではイリヤ・イリフやエフゲニー・ペトロフ、イサーク・バーベリと親交を結び、のちにパウストフスキーは粛清されたイサーク・バーベリについての回顧録を発表している。その後パウストフスキーはオデッサ紙の特派員の身分でクリミア半島へ、さらにカフカース地方の各都市へと、南方の海沿いの地域を転々と居を移し、ペルシア北部まで足を運んだ。その間、バトゥーム(現バトゥミ)、チフリス(現トビリシ)などの地元紙でも働き糊口を凌いだ。
1923年に再びモスクワに戻り新聞「当直」("На вахте")社で働き、翌1924年にはロスタ社に転職し編集者として数年間勤務した。1930年頃からはリャザン近郊のソローチャ村に住処を移し、プラウダ紙など複数の報道機関の依頼でソ連各地を回って取材を始め、各地で受けた所感を随筆として多く著して雑誌や新聞に発表していった。並行してパウストフスキーはアレクサンドル・グリーン、ワレンチン・カターエフ、ユーリイ・オレーシャなどから大いに感化された長編や短編小説を発表していく。1925年に処女出版作『海のスケッチ』Морские наброскиを発表。1932年にカスピ海を舞台とする中短編小説『カラ・ブガス』Кара-бугаз、1934年にカフカースを舞台とする中短編小説『コルヒーダ』Колхида、1936年にはA. グリーンを描いた『黒海』Чёрное мореを発表し、いずれも高く評価されて文筆家としての名声を確固たるものとした。タガンロク時代に書き始められ、約7年かけて完成した最初の長編『ロマンチストたち』Романтикиは、1935年に刊行されて激賞された。
本人も「若い頃はエキゾチシズムに惹かれた」と語っている通り、初期の作品は上記の如く南方の海を舞台とした異国情緒溢れる作品が目立つが、次第にロシア中部・北部の自然美も見いだし、その自然描写の筆力と相俟って、『北の物語』Северная повесть(1938年)、『メシチョーラ地方』Мещёрская сторона(1939年）などに見事に結実する。また芸術家の生涯を描いた作品も多く、代表作に『イサーク・レヴィターン』Исаак Левитан(1937年、風景画家レヴィターン)、『オレスト・キプレンスキー』Орест Кипренский(1937年、肖像画家キプレンスキー)、『タラス・シェフチェンコ』Тарас Шевченко(1939年、ウクライナの詩人シェフチェンコ)などがある。凡百の人物評伝と異なり、詩情と正確さとの高度な融合が特徴である。第二次大戦後に発表した『森林物語』Повесть о лесахも、大祖国戦争の2世代前、チャイコフスキーの森の仕事場の描写から始まっている。
独ソ戦開戦直後はパウストフスキーは戦場記者として南方戦線を転々とした。1941年8月にはモスクワのタス通信に戻ったが、党文化委員会からモスクワ芸術座のための新作戯曲を書くよう要請があり、通信社の仕事を免除され、カザフスタンのアルマ・アタ(現アルマトイ)に家族と共に疎開し執筆に専念、反ファシズム的戯曲『心臓が止まらぬうちに』Пока не остановится сердце(1942年)を始め、長編小説『祖国の面影』Дым отечества(1944年)や、幾つもの短編小説を書き上げた。アルタイ地方のバルナウルに疎開中の、モスクワ・カーメルヌィ劇場の演出家・タイロフが上演を引き受けてくれることになったため、パウストフスキーは打ち合わせのため、1942年の冬から1943年の早春にかけて、バルナウルや、同じくアルタイ地方のベロクーリハをしばしば訪れた。『心臓が止まらぬうちに』は1943年4月4日、バルナウルで初演された。

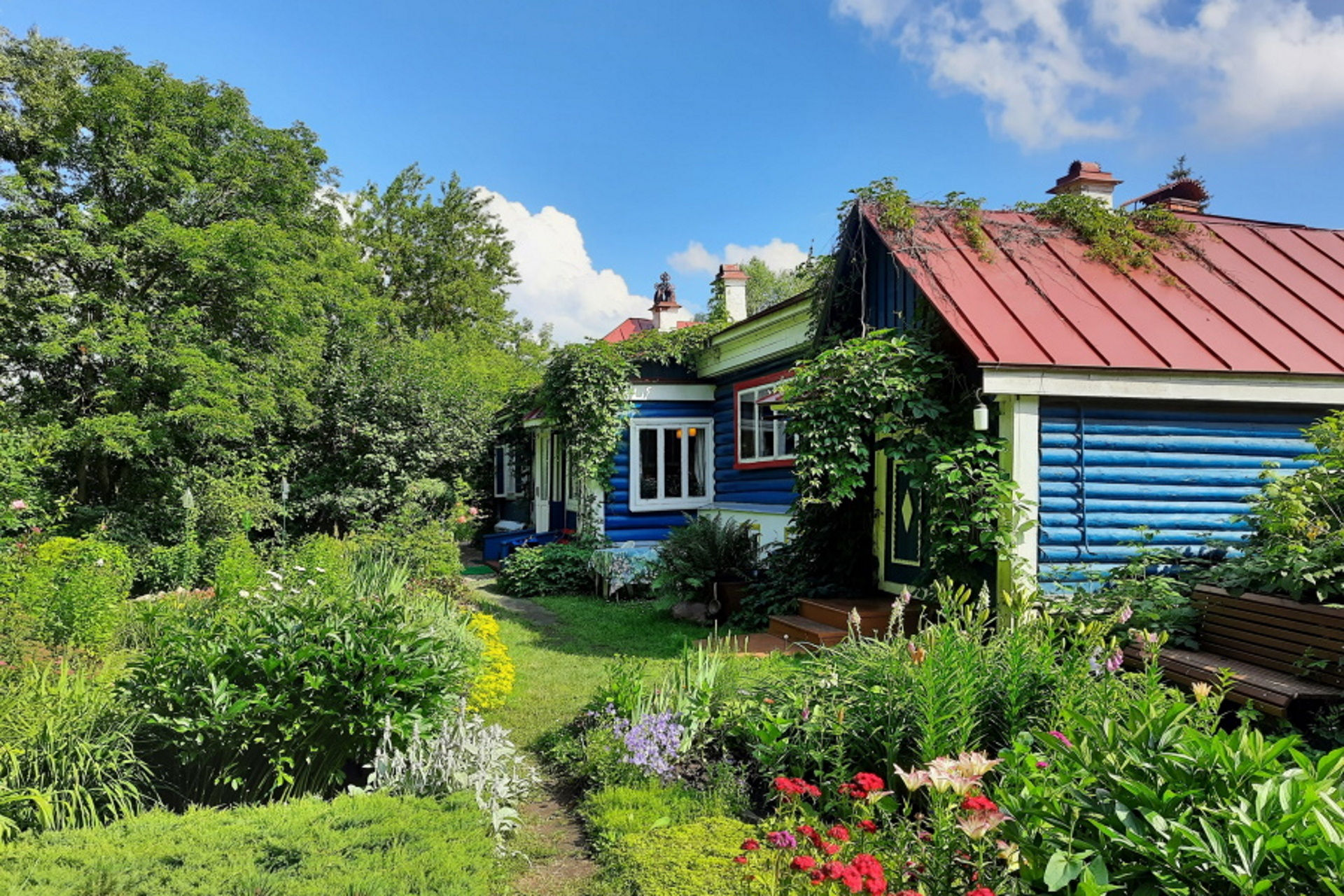
タルーサのパウストフスキー記念館。生前の住居がそのまま使われている

戦後、1948年には、第二次大戦(大祖国戦争)下の群像と再生への希望をロシアの広大な森林を背景に描いた名作『森林物語』Повесть о лесахを発表。1945年からは自伝的大河小説『生涯の物語』Повесть о жизниを書き始め、1963年までに『遙かなる歳月』Далёкие годы(1946年)、『不安な青春』Беспокойная юность(1954年)などを含む全6部が完成した。また1955年まで10年以上にわたってマクシム・ゴーリキー文学大学で教鞭を執り、後進の育成にも力を注いだ。1955年以降は、モスクワの約140㎞南、オカ川沿いのタルーサに居を構えた。1950年代後半以降は海外に赴き、東欧諸国やフランス、オランダ、ギリシャ、スウェーデン、イタリアなどを訪れた。
「雪どけ」から晩年は他のソ連作家たちを共産党の批判から守ることにも務めた。が、パウストフスキーの編集による同時代作家選集『タルーサのページ』Тарусские страницы（1961年)は、決して過激な内容でないにも拘らず、その方向性を警戒され、発禁処分を受けている。1960年代にはアレクサンドル・ソルジェニーツィンを支援する嘆願書に署名し,さらに文学作品の検閲の廃止を要求した。またスターリニズム復権に反対する文化人や科学者の書簡にも署名した。
1939年と1962年に労働赤旗勲章、1967年にレーニン勲章を授与された。1967年にタルーサの名誉市民の称号を受けた。長年にわたって喘息を患っており、モスクワの病院でこの世を去った。遺骸はタルーサに葬られた。

## 著作
※ロシア語の散文作品は、短いものから順に並べると、
сказка(スカースカ、お話) < рассказ(ラスカース、短編小説) < повесть(ポーヴェスチ、中編小説) < роман(ロマーン、現代標準語発音ではラマーン、長編小説)
となる。うち「ポーヴェスチ」は、実際の長さは作品によってかなり差があり、短編小説並みに短いものもあれば、長編と訳すのが相応しいほどの厚い本となる場合もある。

### 短編集・連作集
- Морские наброски (1925) 『海のスケッチ』　全8作品を収録。
- Минетоза (1927) 『ミネトザ』　副題「海の物語」が付く。全7作品(うち3作品は『海のスケッチ』からの再録)。全作品が翌年の『行き交う船』に再録。この時、冒頭の作品『ミネトザ』(初出は雑誌に1925年)は、『マラリヤ』Лихорадка と改題されている。
- Встречные корабли (1928) 『行き交う船』　全19作品。ドキュメンタリー的3作品を含む。本人の回想によると、最初の「本格的」短編小説集。
- Чёрное море (1936) 『黒海』　同名作品を含む全6作を収録。
- Летние дни (1945)　『夏の日々』　同名短編を含む全8短編を収録。
- Крымские рассказы (1948) 『クリミア物語』　全8作品(うち4作品は『黒海』からの再録)。
- Золотая роза (1955) 『黄金の薔薇』　短編集だが(全体を一冊の中長編と見なす分類も有り)、ほとんどの作品の語り手は一人称単数で、随想集としても読める。

### 中編～長編
- Блистающие облака (1929) 『光る雲』
- Кара-Бугаз (1932) 『カラ・ブガス』
- Колхида (1934) 『コルヒーダ』

邦訳：田中かな子・訳『ユウカリの大地 自然を改造した二つの物語（10代の本セレクション)』(理論社、1986年3月)。
『コルヒダ物語』『カラー・ブガース物語』の2作品を収録。　
- Судьба Шарля Лонсевиля (1933) 『シャルル・ロンスヴィルの運命』
- Романтики(発表1935)　『ロマンチストたち』　最初に手がけた長編(執筆1916(タガンロク時代)-1923)。自作台本のオペラを上演する夢を叶えぬまま亡くなった中学のドイツ語教師[注 12]。彼の周囲に集まった「ロマンチストたち」の運命や如何に？
- Чёрное море (1936) 『黒海』
- Созвездие гончих псов (1937) 『猟犬座』
- Орест Кипренский (1937)　『オレスト・キプレンスキー』
- Исаак Левитан (1937)　『イサーク・レヴィターン』
- Северная повесть (1938) 『北の物語』
- Тарас Шевченко (1939)　『タラス・シェフチェンコ』
- Мещёрская сторона (1939) 『メシチョーラ地方』
- Дым отечества (1944) 『祖国の面影』
- Повесть о лесах (1948) 『森林物語』

邦訳：喜田説治・訳『森林物語』(パピルス、1971年)。『森林物語』のほか、短編『古い小舟』Старый чёлн (1939)、エッセイ『断想少々』Несколько отрывочных мыслейを収録。
- Разливы рек (1952) 『川の氾濫』　レールモントフとゴーゴリが登場する。

### 『生涯の物語』

#### 概要
自伝的長編小説『生涯の物語』Повесть о жизни は、1945年から1963年にかけて書かれた。以下の全6部から成る。
- Далёкие годы (1946) 『遙かなる歳月』
- Беспокойная юность (1954) 『不安な青春』
- Начало неведомого века (1956) 『先の見えぬ世紀の始まり』
- Время больших ожиданий (1958) 『大いなる期待の時』
- Бросок на юг (1959-1960) 『南へ』
- Книга скитаний (1963) 『さすらい人の書』

邦訳：西尾美智子による第1部の抄訳『遠い日々』(2005年5月)、自費出版にて有り。国立国会図書館東京本館に所蔵。
各部内では章立ての区分は無く、副題のついた節(最小19-最大39)に分かれている。主人公の一人称単数語りであるが、「私」、私の親族、主要登場人物(ブルガーコフ、マフノ、バーベリ、ピロスマニなど)はすべて仮名でなく実名で登場する。
当事者でないと書けない内容が満載されており、大部分はノンフィクションとして読んで差支えないが、実生活と異なる記述が若干見られる。
- 実生活では「私がギムナジウム6年生の時、家庭が壊れた」と本人は語っているが、物語では父の出奔はコンスタンチン14歳の秋となっており、3年早い。
- 実生活のコンスタンチンは1916年に最初の結婚をしているが、物語では結婚生活や妻に関する記述が一切無く、主人公がずっと独身であるかの如き印象を与える。
- 2人の兄の戦死日は実際には1ヵ月半のズレがあるが、物語では同じ日に戦死したことになっている。
- 姉は母逝去の1年半後に世を去っているが、物語では1週間後となっている。
- 実生活での作家デビュー作は、1920年代後半の短編小説集だが、物語ではこちらには触れられず、第6部の後半で中編『カラ・ブガス』(実生活での発表は1932年)の執筆準備をする姿に重点が置かれている。

また、物語の中にも一部で時系列のズレが見られる。
- 第1部で「父危篤」の電報を受け取ったのはギムナジウム最終学年の3月末だが(「父の死」Смерть отца)、この時はまだキエフの「ジーキー・ペレウーロク」(Дикий переулок、固有名詞扱いだが意味は「ひと気のない路地」)に一人住まいである(「侘しい家から空しい部屋へ」Из пустого в порожнее)。が、その前であるはずのストルイピン狙撃事件(1911年9月1日(ユリウス暦))の時は、既に母方の祖母と庭付きの離れに同居している(「劇場の銃声」Выстрел в театре)。(帝政ロシアの学校では秋に新学年が始まり夏休み前に終わる。「卒業証書」Аттестат зрелостиでも、5月末から約1ヵ月間に亘る卒業試験の様子が描かれている。)

#### あらすじ
- 1-ая книга：Далёкие годы (1946) 第1部『遙かなる歳月』

17歳の3月末、キエフのギムナジウムの最終学年だった私は「父危篤」の電報を受け取り、ベーラヤ・ツェールコフィ郊外の小村ゴロディーシチェ(Городище)に向かった。ここは父方の先祖伝来の小領地で、当時はおじが守っていた。葬儀のあと、走馬燈のように次々と蘇る少年時代の記憶。両親、祖父母、親族の思い出、夏休みに家族で訪れた親戚の地所やクリミア半島、キエフの第1ギムナジウム(古典中学)の友人や恩師たち。が、幸福な日々の中にも、若者の政治集会や市街地でのポグロム、ストルイピン暗殺など、不安な時代の予兆は少しずつ現れていた。
14歳の秋、鉄道の統計技師だった父が突然家を出た。既にキエフ工科大学在学中だった長兄は、単身で安下宿に移り家庭教師をしながら学業を継続、次兄はモスクワ工科大学に進み母と姉を引き取り、同じく家庭教師をしながら学ぶことを決めた。私はブリャンスクの母方のおじ・ニコライ(コーリャ)夫妻に引き取られ転校。その後キエフ時代の担任が復学を快諾、家庭教師の仕事も紹介してくれた。母方のおば・ヴェーラも、キエフのルキヤノフカ(Лукьяновка)、ドニエプル川を見下ろす屋敷の離れに祖母を呼び寄せ、私を一緒に住まわせてくれた。こうして周囲の人々に支えられギムナジウムを卒業できたが、「一人で生きて行かねばならない」という思いは否応なしに強められて行った。
- 2-ая книга：Беспокойная юность (1954) 第2部『不安な青春』

期間：1914年初秋‐1917年2月(ユリウス暦)　1914年夏の第一次大戦勃発を知った私は、キエフ大学を去り母たちの住むモスクワに移り住むことを決めた。モスクワ大学の編入試験に合格したが、次兄出征後の部屋の間借り人である路面電車の技術者に感化され、大戦下の人手不足の現状を知り、労働の現場に身を投じる決心をする。モスクワ大を中退、路面電車の車掌として働き始めた。そして衛生兵に志願し、病院列車での長い旅が始まる。
落馬事故でモスクワに復員した時には、2人の兄は既に戦死していた。母は、弱視と難聴が進んでいた姉を連れて、母方のおば・ヴェーラの招きで、キエフ県北端・チェルノブイリ郊外の小村コーパニ(Копань)に移り住むことを決めた。私は、冶金・大砲製造の技術者であるコーリャおじの紹介で、エカテリノスラフの金属加工工場の、弾丸の品質検査の仕事に就いた。
ゴキブリの走り回る部屋に下宿し、大騒音に耐えて黙々と仕事をこなしていたある日、私は、なぜか工場の上司ではなく、ペトログラートから工場に派遣されていた大尉に、タガンロクの工場への出向を命じられた。経由地であるユゾフカの工場での2-3週間の仕事も込みだった。煤煙で黒ずんだ町ユゾフカでは、御大層な名前の安ホテルに投宿した。
タガンロクはイタリアオペラが上演されるほどの都会だが、物価上昇はひどく、パンを手に入れるのも大変で、街はガランとしていた。最初の2ヵ月間働いたベルギー系のボイラー工場では「イタリア式ストライキ」(職場には来るが実質的には仕事もしない)が頻発していた。その後、1916年の夏の終りに、搾油工場に移ったが、ここではする事が無きに等しかったので、エカテリノスラフの大尉に離職願を送り受理された。ベテランの漁師・ムィコラに市場で出会っていた私は、彼の知恵と人柄をより深く知りたいと思うようになっていたのだ。私はムィコラのもとで、アゾフ海の漁協(рыбачья артель)で働き始めた。海も知れば知るほど魅力的な世界だった。が、衛生兵時代の戦友からの手紙で、再召集もあり得る戦況を知り、モスクワに戻ることを決意する。
1916年晩秋にモスクワに戻った私は、新聞記者として働き始めた。私の文章を知る戦友の推しだった。同年暮れのラスプーチン暗殺、翌年の二月革命などの不穏な空気は、ペトログラートからモスクワにも伝わって来た。
- 3-ья книга：Начало неведомого века (1956) 第3部『先の見えぬ世紀の始まり』

期間：1917年2月(ユリウス暦)‐1919年秋　二月革命後のモスクワでは、政治集会が日々あちこちで開かれるようになっていた。私は秋にコーパニの母と姉を訪問し、来年春にはまた来ると言いモスクワに戻ったが、十月革命が勃発。モスクワも大混乱に陥り、革命政府がペトログラートからモスクワに遷都するが、暴力と治安悪化の先は見えない。
1918年夏、姉の手紙が、コーパニからブリャンスク経由で1ヶ月以上かけて届いた。不安を綴ったその内容を見て、私はウクライナへと向かった。苦労して辿り着いたコーパニは行き違いで既にもぬけの殻だったが、晩秋まで滞在ののちキエフに出、新聞「キエフスカヤ・ムィスリ」Киевская мысль(=キエフの思索)の校正係をしながら、2人を連れて来る頃合いを伺っていた。が、キエフも諸派入り乱れての内戦状態で、2人をいつ、どこへ迎えに行けるのか全く目途が立たない。が、翌1919年の夏のある朝、突然、私の部屋に母と姉が現れた。コーパニからキエフに2週間以上かけて歩いて来たのだ。コーパニの田舎屋敷にも連日盗賊団が押し掛けるようになっており、これ以上は住み続けられなかった。
キエフの内戦もいつ終わるとも知れなかった。ソビエト軍(ボリシェヴィキ)によるキエフ制圧の直後に、デニーキンの白軍の司令官・ブレドフ(Бредов)将軍は40歳未満の全男性を動員すると発表、私は召集逃れのためにはキエフを脱出するしかあるまいと思った。ポグロムの発生など、キエフの治安も相変わらずひどかったが、私は部屋の女主人アマリアに母と姉の見守りを任せ、オデッサ行きの汽車に乗った。オデッサでも内戦下の生活環境は厳しかったが、私は新聞社の校正係として働き始めた。コンスタンチノープル行きの汽船は動いており、いつも脱出者で満員だった。
- 4-ая книга：Время больших ожиданий (1958) 第4部『大いなる期待の時』

期間：1920年2月(グレゴリウス暦)‐1921年末　1920年2月(グレゴリウス暦)、デニーキンの白軍はオデッサから敗退したが、ソビエト軍もまだ数が少ない。そして街全体がガランとしていて人の気配が無い。日常生活を営んでいた人々が消えてしまったのだ。水も食糧事情も悪い。電気も無い。私は別の新聞「海の男」(Моряк、モリャーク)も手伝い始めたが、紙が無いので印刷は苦労の連続だった。それでもバーベリが短編を持ち込むなど、不思議な活気に満ちていた。
が1921年秋、「海の男」は資金不足のため突然の廃刊を決定。私は別の新聞「工作機械」(Станок、スタノーク)で働き始めたが、オデッサを去る潮時だと感じていた。その後「海の男」はボリシェヴィキと地下活動家をメンバーに加え復刊したが、私には居心地が悪い。幸い、古参のイワーノフが、私を特派員として黒海沿岸からバトゥームに派遣することを提案してくれた。私は堂々とオデッサ発の船に乗った。
船はタルハンクート経由でまずセヴァストーポリに着き、私は暫くここを拠点に取材活動を続けた。そして更に南行きの船に乗り、今、停泊地のヤルタに着いたところだ。バトゥームはもうすぐだ。
- 5-ая книга：Бросок на юг (1959-1960) 第5部『南へ』

期間：1922年1月‐1923年8月　船はノヴォロシースク、スフミと進んだが、バトゥームへ行く前にまずスフミで仕事をしたい、アブハジアの現状を肌で知りたいという思いが強くなった。スフミで下船し仕事を始めたが、マラリアにかかり闘病を余儀なくされる。医者から回復のため数日間山地で過ごすことを薦められ、仲間たちと山上の湖・アムトヘル・アザンダ湖を訪れ、その帰り道、ようやくバトゥームに駒を進める決心がつく。
再び乗った船はポティ経由でバトゥームに着いた。春であった。この新しい町に慣れるにも種々の通過儀礼を要したが、オデッサに負けず劣らず個性の強い仲間たちに出会う。バーベリとも思いがけず再会した。新聞「燈台」(Маяк、マヤーク)の協力者として働かないか、という申し出を受けることにし、そのための記事を書き始めた。またバトゥーム最後の3ヵ月間は、新聞「勤労者のバトゥーム」Трудовой Батумの仕事も引き受けていた。

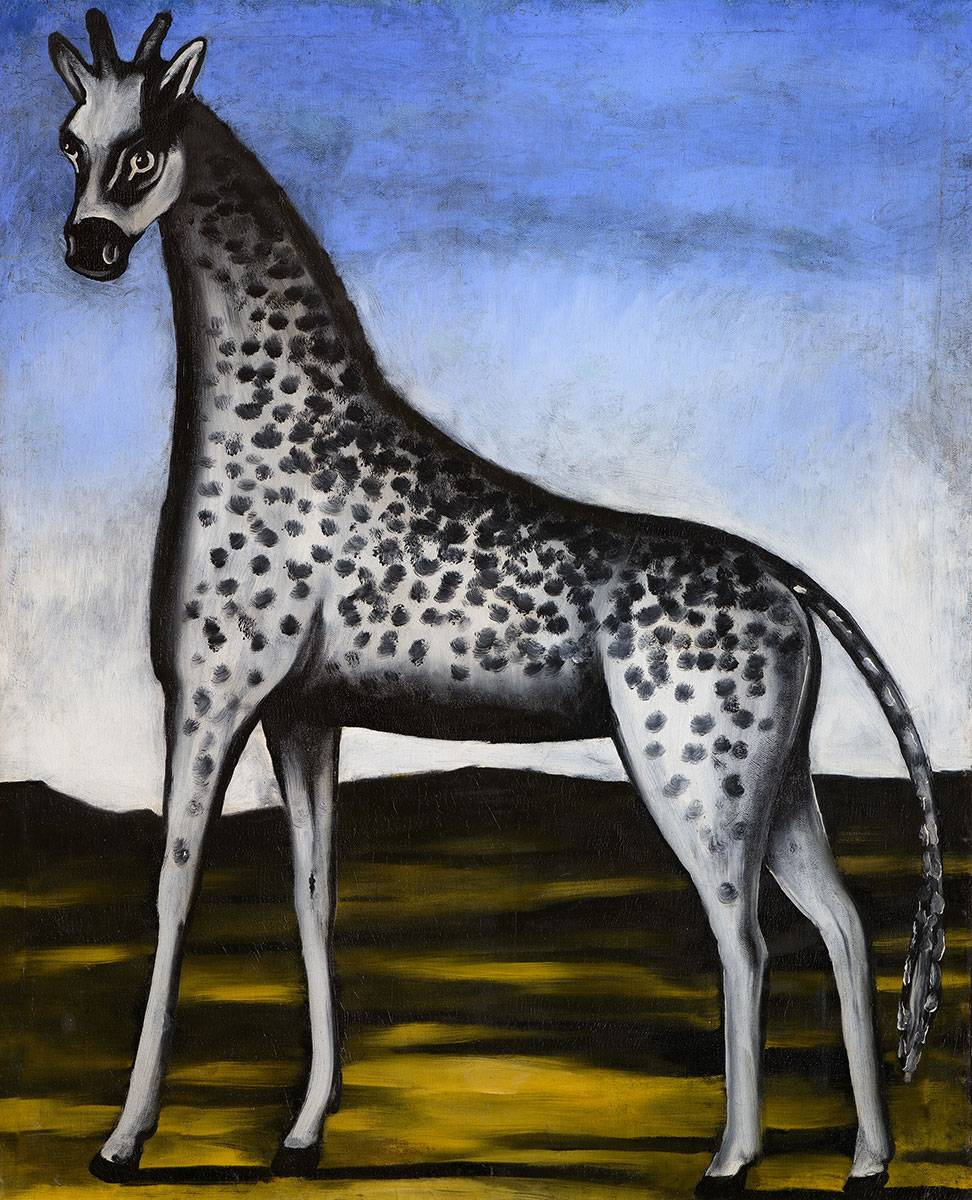
ピロスマニ作『ジラフ』(キリン)。当時チフリスのズダネーヴィチ宅にあった。

が、自分がバトゥームに根を下ろした人間にはなれないことが日増しに感じられ、中部ロシアの湿潤な自然、― 森が生い茂り、冬には雪の降る風土への郷愁が日々募って来た。そろそろモスクワへ帰る潮時だったが、その前段階として、既に仲間たちの行っているチフリスを訪れることにした。1923年の新年までには出立は間に合わず、バトゥームで年迎えをしたが、その後チフリスでは未来派芸術家ズダネーヴィチ兄弟の家に寄寓した縁で、画家ピロスマニの作品を知る。更に南のエレヴァン行きの汽車に乗り、アララト山もこの目で見て帰って来た。そして、モスクワへ帰る機は熟した。チフリスの駅から、私は北へ向かう汽車に乗った。
- 6-ая книга：Книга скитаний (1963) 第6部『さすらい人の書』

期間：1923年8月‐1930年代中葉(一部に第二次大戦後の欧州旅行記あり)　南での彷徨生活に終止符を打ち、モスクワへ「帰る」途上、私はキエフの母と姉のもとに立ち寄ったが、これが2人の姿を見た最後となった。
モスクワで私は新聞「当直」На вахтеの記者として働き始め、翌1924年にはロスタ社に移ったが、これはバトゥーム時代に知り合ったルヴィーム・フラエルマンの推薦だった。取材で各地を回り、モスクワではブルガーコフと再会し、レーニン(1925年)、マヤコフスキー(1930年)の葬儀も目撃した。そして地質学者のアレクセイ・ドミートリエヴィチ(Алексей Дмитриевич)から、カスピ海北岸の小さな入江「カラ・ブガス」(Кара-Бугаз)の話を度々聞くうち、辺境での新たな工業開発をテーマとする中編小説を書きたいという思いが強くなる。最初は「そんなもの出せるか」と周囲の反応は冷淡だったが、どうにか旅費を工面し、休暇を取り、カスピ海北岸への取材旅行に出かけた。まず陸路でサラトフへ、そこからヴォルガ川の水路でアストラハンへ、そこからカラ・ブガスへというコースを辿った。
この少し後、似た主題の中編『コルヒーダ』Колхидаを書くために、以前船で一度寄港しただけの港町ポティを約10年振りに訪問した。ここでは高熱に襲われたが、その時に母と姉が相次いで亡くなっていたことを後で知った。完成した『コルヒーダ』を読んだというゴーリキーに一度会ったが、彼は私の作品を絶賛し、ロシアの詩人たちへの愛で互いに盛り上がり、そして私に「始まりと同じように、生き続けなさい」と告げた。

### 短編
短編は非常に数が多い。主なものを挙げると、
- Михайловские рощи (1936)『ミハイロフスコエ村の木立』　嘗てプーシキンが蟄居した村での文豪への追想。
- Жёлтый свет (1936)　『黄色い光』
- Последний чёрт (1936)　『最後の魔物』

邦訳：雑誌「動物文學」(動物文學会、昭和45年秋涼号(1970年9月))に収録(長谷川しゅん・訳)。
- Потерянный день (1937)　『困った一日』
- Старый чёлн (1939)　『古い小舟』

邦訳：『森林物語』(パピルス、1971年)に所収(喜田説治・訳)。
- Прощание с летом (発表1941)　『夏との別れ』　執筆1940年。
- Робкое сердце (1943)　『臆病な心』
- Снег (1943)　『雪』

邦訳：『世界短編名作選 ソビエト編』(新日本出版社、1978年5月)に収録(丸山政男・訳)。
- Белая радуга (1945)　『白き虹』
- Летние дни (1945) 『夏の日々』
- Телеграмма (1946)　『電報』

邦訳：『名作にまなぶ私たちの生き方 4』(小峰書店、1965年)に収録(袋一平・訳)。
- Кордон "273" (1948)　『第273森林警備隊』
- Корзина с еловыми шишками (発表1954)　『モミの実の籠』　執筆1953年。

邦訳：一条正実・訳『モミの実』 - 『黒海の白帆 友情の歯車 石の花（少年少女新世界文学全集 23(ソビエト現代編 1))』(講談社、1963年)に収録。
- Наедине с осенью (1963)　『秋と共に』

### 児童文学への貢献
パウストフスキーの端正で上質な文体は、国語(ロシア語)教育の読本としても評価が高く、児童図書でもロングセラーの一角を成している。
- Барсучий нос (1935)　『アナグマの鼻』

邦訳：内田莉莎子・案(翻案)『あなぐまのはな』 - 雑誌「こどものとも」(福音館書店、1960年1月)に収録。挿絵ワルワラ・ブブノワ。
- Кот Ворюга (1936)　『泥棒猫』

邦訳：雑誌「動物文學」(動物文學会、平成元年6月号(1989年6月))に収録(北垣あつし・訳)。
- Заячьи лапы (1937)　『兎の足』
- Жильцы старого дома (1940) 『古い家の間借り人たち』
- Подпасок (1944)　『牧童』

邦訳：『たのしい世界童話 6年生』(金の星社、1958年)に収録(袋一平・訳)。
- Тёплый хлеб (1945)　『焼き立てのパン』

邦訳：袋一平・訳『あたたかいパン』 - 雑誌「中学生活」(小学館、1956年1月)、『母と子の世界の文豪童話シリーズ 第15巻(バーネット/フィリップ/パウストフスキー編)』(研秀出版、1969年6月)にそれぞれ収録。
- Похождения жука-носорога (солдатская сказка) (1945)　『カブトムシの冒険（兵士のお話)』（別題 Старый жук 『年老いたカブトムシ』)
- Стальное колечко (1946)　『鉄の指輪』

邦訳：袋一平・訳『てつのゆびわ』 - 『ソビエト童話集 (世界の童話 9)』(講談社、1965年)、『新編 雨の日文庫 17』(麦書房、1966年)にそれぞれ収録。
- Дремучий медведь (1948)　『深い森のこわい熊』
- Растрёпанный воробей (1948)　『くしゃくしゃ羽根の雀』
- Квакша (1951)　『雨蛙』

邦訳：小沢政雄・訳『あまがえる』『小すずめのパーシカ』 - 『少年少女世界文学全集 34(ロシア編 5)』(講談社、1962年)に収録。
- Заботливый цветок (1953)　『優しい花』

### 戯曲
舞台用戯曲
- Поручик Лермонтов (発表1941) 『レールモントフ中尉』　執筆1940年。
- Наш современник (Пушкин) (1949) 『われらが同時代人』　プーシキンが主人公。
- Пока не остановится сердце (初演1943)　『心臓が止まらぬうちに』　執筆は1942年、アルマ・アタ疎開時代。
- Перстенёк (発表1956)　『指輪』　執筆1947年。短編『鉄の指輪』が原作。

映画シナリオ
パウストフスキー原作の映画は数多いが、うちパウストフスキー自身が脚本を手掛けたものは次の2作品のみである。
- Кара-Бугаз (1935) 『カラ・ブガス』
- Лермонтов (1943) 『レールモントフ』 アルベルト・ゲンデリシュテイン（ロシア語版）監督　80分 白黒

## 家族
※ロシア人の殆どの姓には男性形と女性形の区別がある。(男)トルストイ‐(女)トルスタヤ、(男)カレーニン‐(女)カレーニナ、(男)チェーホフ‐(女)チェーホワなど。即ち男性形パウストフスキー Паустовский に対し女性形はパウストフスカヤ Паустовская、男性形ヴィソチャンスキー Высочанский に対しロシア式女性形はヴィソチャンスカヤ Высочанская となる。例外的な男女同型の姓には、＊-ヴィチで終わるもの(ショスタコーヴィチなど)、＊-コで終わるウクライナ系の姓(グロムイコ、エフトシェンコなど)、＊ドイツ系など外国由来の姓(シュミットなど)がある。

※名と姓との間に位置する「父称」(オーチェストヴォ отчество)は、父親の名によって自動的に決まる。即ち、
＊コンスタンチンの兄姉は父の名がゲオルギー Георгий なので、兄たちはコンスタンチンと同じゲオルギエヴィチ Георгиевич、姉はゲオルギエヴナ Георгиевна。
＊父方のおじ・おばは、父方の祖父の名がマクシム Максим なので、おじは父と同じマクシーモヴィチ Максимович、おばはマクシーモヴナ Максимовна。
＊母方のおじ・おばは、母方の祖父の名がグリゴーリー Григорий なので、おじはグリゴーリエヴィチ Григорьевич、おばは母と同じグリゴーリエヴナ Григорьевна。

### 両親・兄姉
- 父 ゲオルギー・マクシーモヴィチ・パウストフスキー Георгий Максимович Паустовский (1854-1912)

鉄道の統計技師。コンスタンチンがモスクワで誕生後ヴィリニュス、プスコフ、キエフと居を移したのも父の異動による。夫婦とも教養は高く、冬には家族で観劇を楽しみ、子供たちの夏休みには自らも休暇を取り家族旅行に行くなど、傍目には家族思いの幸福なサラリーマン人生に見えた。が、コンスタンチンがギムナジウム6年生の秋、突然鉄道会社を辞し家を出る。子供たちには多くを語らなかったが、秘密の借金もあるようだった。その後、ブリャンスク近くの鉄道車両工場に再就職したがすぐ離職、死の1年前に、当時イーリコおじが守っていたゴロディーシチェの故郷の家に単身で帰り、その後喉頭癌を発病した。
正教徒だが無神論者で、リベラル思想にも共感していた。
- 母 マリヤ・グリゴーリエヴナ・パウストフスカヤ Мария Григорьевна Паустовская (出生姓ヴィソチャンスカヤ Высочанская) (1869- 1934.6.20)

ポーランド人。チェルカースィ出身。カトリック信徒だったが結婚時に正教に改宗。父が家を出なければ、良妻賢母的な幸福な主婦でいられたに違いないのだが、父の出奔と死、兄2人の戦死、視力を殆ど失った姉、革命に内戦、と過酷な試練に見舞われ続け、どれほどの悲しみを抱えても、気丈さを失わない女性だった。兄たちの死後は、寄る辺ない姉との2人暮らしを終生続けた。キエフのバイコフ墓地に埋葬されている。
- 姉 ガリーナ Галина (愛称ガーリャ Галя) (1886- 1936.1.8)[注 18]

キエフのフンドゥクレイ女学校卒。父の出奔前後から弱視と難聴が急激に進み、度のきつい眼鏡なしでは何も見えなくなっていた。母の後を追うように世を去り、バイコフ墓地の母の隣に埋葬された。
- 長兄 ボリス Борис (愛称ボーリャ Боря) (1889- 1915.6.15)[注 19]

キエフ工科大学卒。第一次大戦開戦時は既にキエフで結婚していたが、コンスタンチンに「文学など実人生には不要だ」と説教を垂れる煙ったい兄でもあった。ガリツィアの前線で戦死。
- 次兄 ヴァジーム Вадим (愛称ジーマ Дима) (1890- 1915.8.30)[注 19]

キエフ第一古典中学からモスクワ工科大学に進み、父出奔後の母と姉を呼び寄せた。大学在学中に出征、リガ戦線で戦死。

### 父方の親族

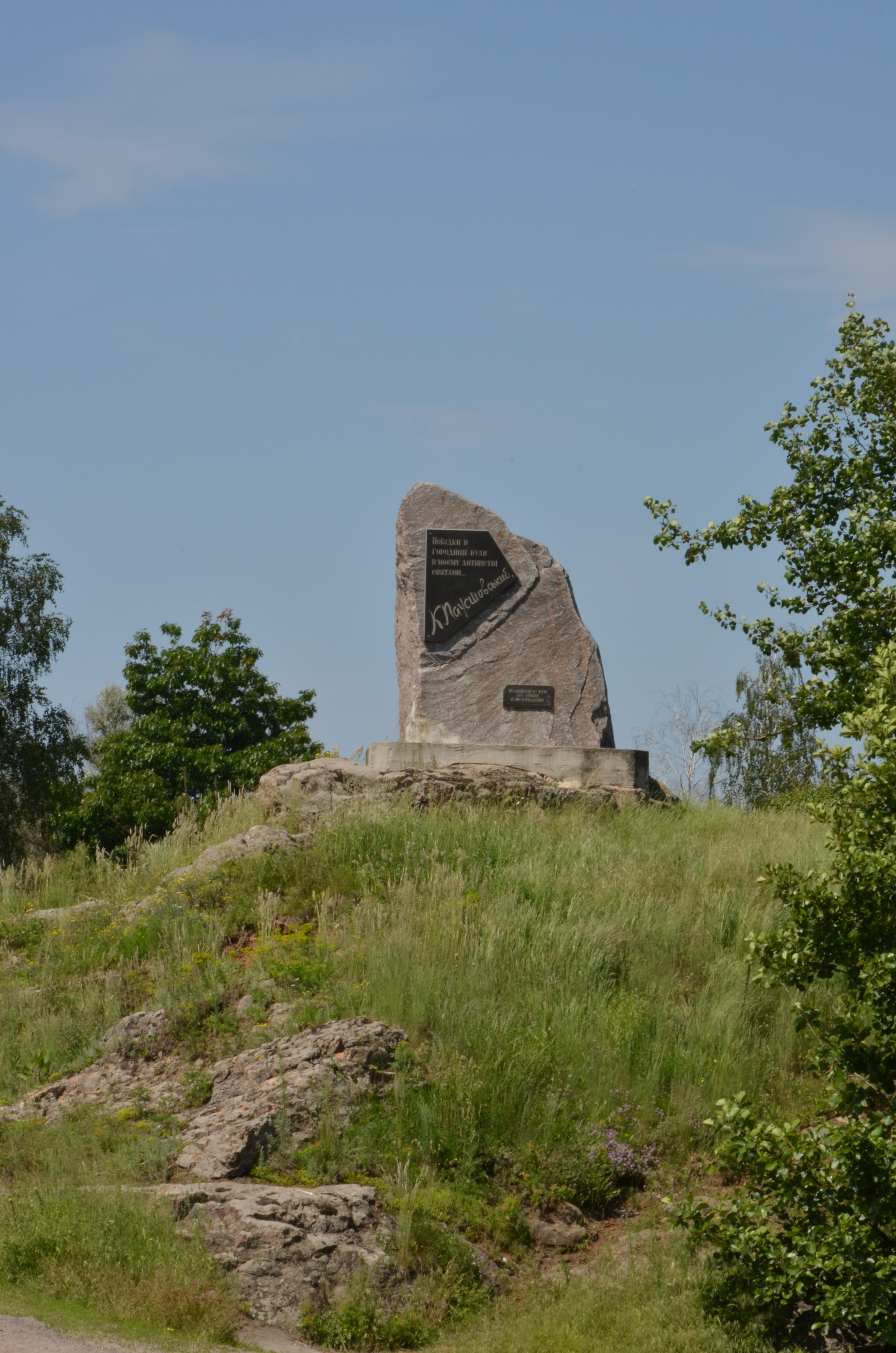
ゴロディーシチェに建つパウストフスキー記念碑

父方の先祖はザポロージャ・コサックのヘトマンであるサハイダーチヌイにまで遡る。エカテリーナ2世の時代にザポロージャから追放され、他の一部のコサックと共にベーラヤ・ツェールコフィのローシ川沿いに入植、農耕に従事した。ゴロディーシチェ(Городище)のパウストフスキー家には、ヘトマン時代の詔書や印章が、20世紀にもまだ残っていた。
- 祖父 マクシム・グリゴーリエヴィチ・パウストフスキー Максим Григорьевич Паустовский

ニコライ1世の時代に露土戦争に従軍、バルカン半島のカザンラク(現在のブルガリア領)で捕虜となったのち、トルコ人の娘を連れ帰り妻とした。その後はチュマーク(鉄道の無い時代、牛車でウクライナの農産物をクリミア半島に運び、塩や魚を積んで帰る運び屋)となった。祖父の昔話やコサックの歌(ドゥームカ думка)、チュマークの歌などは、幼いコンスタンチンの想像力を広い世界へと掻き立てた。気性の荒い妻を避け、夏は家から少し離れた仮小屋で暮らしていた。
- 祖母 ゴノラータ・ヴィケンチエヴナ・パウストフスカヤ Гонората Викентьевна Паустовская (旧名ファチマ Фатьма)

祖父が露土戦争で捕虜となったカザンラクから連れ帰り妻としたトルコ人。ファチマという名だったが、結婚に際し正教会で受洗しゴノラータと改名。美人だが、がみがみと怒りっぽく、祖父は恐妻家となり、孫たちも祖母を刺戟せぬよう神経をすり減らしていた。喫煙者で、最もきつい煙草の葉を1日1フント(約410g)以上もパイプで吸っていた。
- おじ イーリコ Илько (ウクライナ風の呼び名で、ロシア風だとイリヤ Илья となる)

村で教師をしながら、ゴロディーシチェ(Городище)の家と小領地を守っていた。
- おば フェオドーシヤ Феодосия (愛称ドージャ Дозя)

ゴロディーシチェに住んでいたが、イーリコの妻ではなく、おじ・父とはきょうだい。若い頃、男に騙され棄てられ、産んだ私生児は夭逝。

### 母方の親族
母方の祖父母は5人の娘と3人の息子を育て上げた。コンスタンチンによると「祖父はあまり裕福ではなかったので、息子3人は学費のかからないキエフ陸軍幼年学校に入れた」。
- 祖父 グリゴーリー・モイセーヴィチ・ヴィソチャンスキー Григорий Моисеевич Высочанский (? -1901)

ポーランド人。製糖工場に勤め、チェルカースィの公証人も務めた。祖母よりかなり早く世を去ったこともあり、コンスタンチンの母方祖父に関する記述は少ない。
- 祖母 ヴィケンチヤ・イワーノヴナ・ヴィソチャンスカヤ Викентия Ивановна Высочанская (? -1914)

ポーランド人で貴族階級のシュラフタ出身。1863年の1月蜂起でのポーランドの敗北以降、ずっと喪服に黒い髪飾りで過ごし、復活祭だけは年1度この時しか着ない黒いドレスで祝う。博学で知的好奇心旺盛。熱心なカトリック信徒で、四旬節には毎年聖地巡礼に出かけ、ヤスナ・グラの聖母で有名なチェンストホフの修道院に幼いコンスタンチンを伴ったこともある。後年、おば(祖母の娘)の招きでキエフに出、屋敷の離れで名門ギムナジウム復学後のコンスタンチンと同居を始める。
- おじ ヨシフ Иосиф (愛称ユージャ Юзя)

アフリカは北から南まで、アジアは近東から極東まで、そして欧州と、世界中を巡っては時々ロシア帝国に戻るという生活を送っていた。祖母は「ユージャおじさんみたいにならないで」と心配顔だったが、その数々の豊富な土産話は幼いコンスタンチンの想像力と異国への憧れを掻き立てた。また、ボーア戦争でのボーア人への強い思い入れは、アフリカが単なるエキゾチシズムの対象ではなく、リアルな政治闘争の舞台であることにコンスタンチンを開眼させた。「移動生活」に理解ある若い妻を娶ったが、夫よりかなり早く亡くなり、娘が2人遺された。
日露戦争では退役将校として極東の旅順から再召集されたが無事復員。が、その直後、1905年11月のキエフの工兵の乱(восстание сапёров)の内情に失望し再び国外脱出、日本の神戸で没したが、臨終の床ではロシアへのホームシックに悩まされていた。
- おじ ニコライ Николай (愛称コーリャ Коля)

冶金技術者としてブリャンスクの大砲製造工場で働く。冶金に関する論文はフランス語で書き、ロシアでなくフランスの専門誌にまず発表し、他のロシア人技術者たちは後追いでそれを見なければならなかった。ブリャンスク郊外のリョーヴヌィ Рёвны に別荘を持っており、夏にはコンスタンチンの一家をよく招待した。第一次大戦時には出向先のモスクワに夫婦で滞在していた。
父の出奔直後には母に送金し、コンスタンチンをブリャンスクの家に引き取り面倒を見た恩人。復員後のコンスタンチンの就職の世話もした。
- おば ヴェーラ Вера

キエフの裕福な実業家に嫁ぎ、複数の地所を持っていた。キエフのルキヤノフカの立派な屋敷の離れに祖母を呼び寄せ、コンスタンチンと同居を始めさせたのも、兄2人の戦死後の母と姉をモスクワからチェルノブイリ郊外の小村に呼び寄せたのも、ヴェーラの財力に依るところが大きい。
- おば エヴロシーニヤ Евфросиния

チェルカースィで女学校の校長をしながら祖母と同居。
- 叔母 ナジェージダ Надежда (愛称ナージャ Надя)

5人姉妹の最年少。モスクワ音楽院出の声楽家で美しいアルトの声の持ち主だったが、マースレニツァの催しで厳寒のモスクワの公園で歌ったことが引き金となり肺炎を発症、24歳の若さで急逝した。

### 配偶者・子
- 最初の妻 エカテリーナ・ステパーノヴナ Екатерина Степановна (1889-1969) 出生姓ザゴールスカヤ Загорская。

リャザン県(現・モスクワ州ルホヴィーツィ地区)のポドリェースナヤ・スロボダー村の生まれ。正教会司祭だった実父はエカテリーナ誕生前に、村の教師をしていた実母もその数年後に死去している。母方の親戚に考古学者のワシーリー・ゴロツォーフ(1860-1945) がいる。
第一次大戦では軍衛生隊の看護婦を務め、衛生兵だったパウストフスキーと出会い、1916年夏に結婚。が、ヴァレーリヤの出現により、1936年に離婚した。2人の書簡や遺稿の大半は、息子のヴァジームによって、モスクワのパウストフスキー博物館に寄贈されている。
パウストフスキーの文章に登場する、ハティージェ Хатидже というクリミア・タタール人風の名前の女性は、エカテリーナがモデルである。彼女が1914年の夏に滞在していたクリミア半島の小村の名から採られた。
- 息子(エカテリーナとの実子) ヴァジーム・コンスタンチーノヴィッチ・パウストフスキー Вадим Константинович Паустовский (1925.8.2 - 2000.4.10)

- 2人目の妻 ヴァレーリヤ・ヴラジーミロヴナ Валерия Владимировна (1896-1975)

出生姓 ヴァリシェフスカヤ Валишевская、最初の結婚による姓 ズダネーヴィッチ Зданевич、2度目の結婚による姓 ナヴァーシナ Навашина。

ポーランド人で、画家ズィグムント・ヴァリシェフスキー(1897-1936) の姉。最初の夫は、グルジアのコジョーリ生まれの画家キリル・ズダネーヴィチ(1892-1969)、2番目の夫は細胞学者のミハイル・ナヴァーシン(1896-1973)。
パウストフスキーとは3度目の結婚。『生涯の物語』第5部のマリヤのモデルとされ、『メシチョーラ地方』など数々の作品に霊感を与えた。
- 義理の息子(ヴァレーリヤの連れ子)　セルゲイ・ミハイロヴィッチ・ナヴァーシン Сергей Михаилович Навашин (1924.5.24 -1998)　微生物学者・免疫学者となった。

- 3人目の妻 タチヤーナ・アレクセーエヴナ Татьяна Алексеевна (1903-1978)

出生姓 エフテーエワ Евтеева、最初の結婚による姓 アルブーゾワ Арбузова、2度目の結婚による姓 シネイデル(シュナイダー) Шнейдер。

メイエルホリド劇場の女優で、最初の結婚生活を送っていた時期に既にパウストフスキーに出会っている。最初の夫は劇作家のアレクセイ・アルブーゾフ(1908-1986)。彼の代表作の一つである戯曲『ターニャ』は、彼女に捧げられたものである(ターニャはタチヤーナの愛称)。が1939年離婚。タチヤーナは映画評論家のミハイル・シネイデル(シュナイダー) Михаил Шнейдер (1891-1945) と2度目の結婚をしたが、1945年死別。その5年後、1950年にパウストフスキーと3度目の結婚をし、1968年の彼の死まで添い遂げた。
- 息子(タチヤーナとの実子) アレクセイ・コンスタンチーノヴィッチ・パウストフスキー Алексей Константинович Паустовский (1950.7.30 -1976)　ソローチャ村にて出生。
- 義理の娘(タチヤーナの連れ子) ガリーナ・アレクセーエヴナ・アルブーゾワ Галина Алексеевна Арбузова (1935- )　タルーサのパウストフスキー記念館の管理者を務める。